# Oswald Probst
Oswald Probst (* 9. Juli 1935; † 15. Juli 2015 in Seitzersdorf-Wolfpassing) war ein österreichischer Bogenschütze.
Bereits vor der Gründung eines nationalen Verbandes in Österreich aktiv, hatte Probst 1963 das erste internationale Turnier in Goisern gewonnen und war viele Jahre Mitglied der österreichischen Nationalmannschaft. 1964 gewann er die ersten österreichischen Meisterschaften, was er 1966 wiederholen konnte – zusätzlich errang er den Mannschaftstitel mit der BC-Union Wien. Bei der zweiten WM-Teilnahme Österreichs war Probst ebenso nominiert wie bei der EM 1968, die in Reutte stattfand. Auch 1973 nahm er an der WM teil.
Probst nahm auch an den Olympischen Spielen 1976 in Montréal als ältester sportlicher Vertreter Österreichs teil und beendete den Wettkampf auf Platz 41 in den hinteren Rängen.

## Weblink
- Oswald Probst in der Datenbank von Olympedia.org (englisch)

| Personendaten    | Personendaten                 |
| ---------------- | ----------------------------- |
| NAME             | Probst, Oswald                |
| KURZBESCHREIBUNG | österreichischer Bogenschütze |
| GEBURTSDATUM     | 9. Juli 1935                  |
| STERBEDATUM      | 15. Juli 2015                 |
| STERBEORT        | Seitzersdorf-Wolfpassing      |